# Приходько, Антон Терентьевич
Анто́н Тере́нтьевич Прихо́дько (*1891, Кубанская область, станица Новорождественская — †29 января 1938, Архангельск) — украинский советский государственный деятель. Постоянный представитель УССР при Правительстве СССР. Член ВУЦИК (все созывы, за исключением 2-х, до X-го включительно)

## Биографические сведения
В 1907 г. — посещал украинский социалистический кружок средней школы г. Ставрополь
Окончил Ставропольскую Учительскую Семинарию
В 1915 г. — был студентом Московского университета и членом эсеровской группы
С 1916 г. — член УПСР под прозвищем «Профессор»
В 1917 г. (до начала Октябрьской революции) — впервые приехал в Киев
В 1917 г. — кандидат в члены УУС от УПСР при участии Крестьянского союза по Полтавскому избирательному округу
16 января 1918 г. — арестован вместе с почти всей левой группой руководящих деятелей УПСР
С июня 1918 г. — член КП(б)У
29 апреля 1919 г. — подал заявление о выходе из членов ЦК УПСР
В 1919—1920 гг. — секретарь УКП (боротьбистов)
В июне 1919 г. — кассир ЦК УКП (боротьбистов)
В 1920—1929 гг. — председатель коллегии Государственного издательства Украины
В 1920—1930 гг. — секретарь Центральной комиссии украинизации соваппарата при СНК УССР
В 1921 г.
- член редколлегии критико-библиографического журнала «Голос Печати»[20]
- возглавлял Всеукраинскую издательскую комиссию при Совете народных комиссаров УССР[21]
- член ВУЦИК VI состава[укр.]

С конца 1921 г. по май 1922 г. — уполномоченный от Полтавской губернии во время проведения мобилизации для подготовки посевной кампании на Украине
С мая 1922 г. по ноябрь 1924 г. — постоянный представитель УССР при Правительстве СССР (см. Постоянное представительство Совета Министров УССР при Совете Министров СССР)
12 сентября 1922 г. — принят на 1-й курс Московского института народного хозяйства им. К. Маркса
С декабря 1924 г. по апрель 1926 г. — советник Постпредства СССР в Чехословакии
С 27 января 1926 по 1927 г. — Заместитель Наркома образования УССР Александра Шумского
С 1926 по 1930 гг. — Заместитель Генерального прокурора УССР
В 1926 г. — Член Государственной Комиссии по правописанию
С 1927 по 25 декабря 1929 г. — Заместитель Наркома образования УССР Николая Скрипника
С 25 мая по 3 июня 1927 г. — Участник Конференции по обсуждению проекта правописания
В 1928 г. — Член президиума Государственной Комиссии по правописанию
9 августа 1929 г. — Имел партийный билет № 0751622 и был признан проверенным по результатам заседания Проверочной Комиссии Ячейки КП(б)У НК Образования УССР Журавлевского райкома г. Харькова
С 9 марта 1930 по 19 апреля 1930 г. — Председательствовал в суде на процессе Союза освобождения Украины
В 1930—1931 гг. — Ответственный редактор журнала «Вестник советской юстиции»
В 1931—1933 гг. — Ответственный редактор журнала «Революционное право»
По 31 декабря 1933 г. — Председатель арбитражной комиссии при СНК УССР
31 декабря 1933 г.
- Исключен из КП(б)У за неискренность при даче пояснений ЦКК КП(б)У про связь с контрреволюционным, националистическим элементом[14]
- Арестован ГПУ СССР в Харькове (ул. Пушкинская 49, кв. 10)[18] как член и руководитель Харьковский террористической организации и участник контрреволюционной украинской повстанческой организации, которая ставила целью свержение Советской власти вооруженным путём[2]

4 июня 1934 г. — Осужден на 10 лет исправительно-трудовых работ судебной тройкой Коллегии ГПУ СССР (статья 54-11 УК УССР)
С июля 1934 г. по конец 1936 г. — Находился на острове Вайгач (бухта посёлка Амдерма)
С января по ноябрь 1937 г. — Находился в посёлке Чибью
В ноябре 1937 г. — Написал последнее письмо своей жене (она получили его только в январе 1938 г.)
21 декабря 1937 г. — Приговорен к высшей мере наказания тройкой Управления НКВД Архангельской обл. (статьи 58-10, 58-11 УК РСФСР)
29 января 1938 г. — Расстрелян вместе со Щепкиным Иваном Ивановичем, Музыченко Николаем Петровичем и Ивановым Владимиром Васильевичем
6 декабря 1957 г. — Реабилитирован посмертно военным трибуналом Киевского военного округа

## Сочинения
Писал под псевдонимом «А. Прыйдешний».
1. О чём шумело море // Журнал «Пути искусства[укр.]». — 1921. — ч. 1. — с. 31-32[38][37]
2. Рождение солнца // Журнал «Пути искусства[укр.]». — 1921. — ч. 1. — с. 32[38][37]
3. Усталость // Журнал «Искусство». — 1919. — № 4. — с. 13-14[37]
4. Арест десяти // Альманах «Тетради борьбы». — 1920. — с. 34-55[13][39][37]

## Статьи
1. Культурно-образовательные вопросы на X съезде КП(б)У // Большевик Украины. — 1927. — № 14. — с. 17-26[21]
2. СОУ на школьном фронте // Путь образования. — 1931. — № 5-6. — с. 82-90[40]
3. Общее образование на Украине // Советское образование. — 1928. — № 10. — с. 1-15[40]
4. Игнат Михайличенко // Игнат Михайличенко. Художественные произведения. — 1929. — с. 5-15[41]

## Личная жизнь
У него был брат Приходько Федор Терентьевич
Зимой 1918—1919 гг., вместе со своей женой, Марией Приходько (Бочаровой), был гостем на свадьбе Василия Матены-Бугаевича (Чёрного) и Марии Московец (сестра Евгении Московец), которая проходила в Полтаве по адресу пер. Бабичевский 24
2 марта 1920 г. — его жена, Мария Приходько, была членом УКП(боротьбистов) и сотрудницей ЦК этой прартии
В 1926 г. — его жена, Мария Приходько, начала работать диктором Всеукраинского Комитета Радиовещания
6 мая 1927 г. — Жил по адресу Харьков, ул. Садово-Куликовская 8, ком. 5
В 1929—1930 гг. — Жил по адресу Харьков, ул. Революции 1
В 1933 г. — Жил по адресу Харьков, ул. Пушкинская 49 (дом «Коммунар»), кв. 10
В январе 1934 г. — его жена, Мария Приходько, была уволена с работаты диктора Всеукраинского Комитета Радиовещания